# Alianza por la Solidaridad

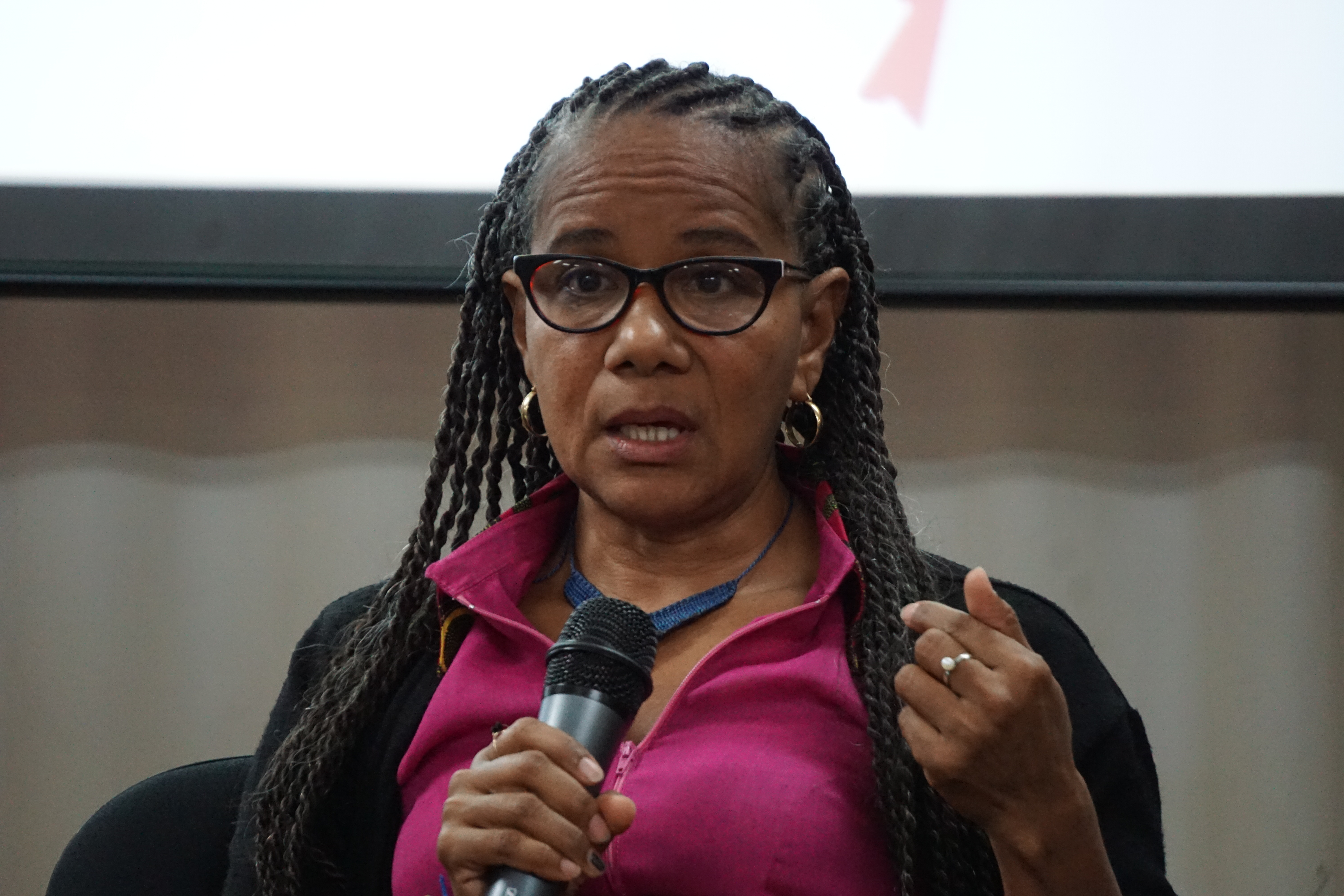
Charo Mina Rojas en Madrid Debate organizado por Alianza por la Solidaridad

Alianza por la Solidaridad es una organización de sociedad civil española dedicada a la cooperación al desarrollo que nace en 2013 de la unión de las ONG Solidaridad Internacional, Ipade y Fundación Habitáfrica creadas en la década de 1980. La organización se define desde la ideología progresista, laica, feminista, medioambientalista . Entre los temas que trabajan en la actualidad se encuentran el proceso de paz de Colombia o el desarrollo y empoderamiento de las mujeres en Nicaragua.

## Antecedentes
La crisis económica en España iniciada en la primera década del siglo XXI implicó la reducción de cuantías en la inversión de ayuda al desarrollo. España pasó a ser uno de los países que más recortaron las ayudas. Las ONGD se enfrentaron al reto de unirse para fortalecerse y rentabilizar esfuerzos en vías a su efectividad. Las tres organizaciones que actualmente forman Alianza por la Solidaridad nacieron en la década de los 80 y tenían principios compartidos desde una óptica progresista y laica.
La organización surge de la fusión de:
- Solidaridad Internacional (1983) especializada en Democracia y los Derechos Humanos: el derecho a la alimentación, la igualdad de género, la participación ciudadana y el desarrollo sostenible.
- Habitáfrica: 15 años apoyando a poblaciones vulnerables y migrantes en la creación de asentamientos humanos dignos.
- Ipade: 25 años defendiendo la justicia social y ambiental con las poblaciones rurales de países empobrecidos, para la gestión sostenible de sus ecosistemas.[7][8]

La primera experiencia de suma de fuerzas se dio en proyecto de cooperación en la frontera Senegal-Guinea-Bisáu y Senegal-Gambia. "Había una potencialidad de complementariedad entre el trabajo que hacíamos las tres organizaciones teníamos una especialización en determinados ámbitos del trabajo en desarrollo que por sí solos producían menos cambios que si se hacían de forma coordinada e integrada" explica Rosa Alcalde, exdirectora de Solidaridad Internacional y actual directora de Alianza por la Solidaridad. Tras tres años en el desarrollo de un proceso de integración finalmente en 2013 las tres organizaciones se fusionaron para crear una estructura de mayor capacidad de incidencia que denominaron Alianza por la Solidaridad.

## Objetivos
Entre sus objetivos está el que la cooperación no sea de carácter asistencial sino basada en derechos. Los temas de trabajo prioritarios son participación ciudadana, democracia y defensa de derechos de las personas migrantes, derechos de las mujeres y desarrollo rural y urbano sostenible. También realizan acciones de apoyo a la ayuda de emergencia y crisis humanitarias en zona donde mantienen alianzas con organizaciones locales fuertes.

## Países de trabajo
Entre los países en los que trabaja se encuentran: Marruecos, Mauritania, Argelia, Senegal, Guinea Bissau, Gambia, Mozambique, Palestina, Jordania, Colombia, Ecuador, Guatemala, Nicaragua, Haití, España y Bruselas.